# Il bianco e dolce cigno
Il bianco e dolce cigno è un madrigale di Jaques Arcadelt, pubblicato nel 1539 nel primo libro di madrigali dell’autore.

## Testo
Il bianco e dolce cigno
Cantando more,
Et io piangendo 
giungo al fin del viver mio.
Strana e diversa sorte!
Ch’ei more sconsolato,
Et io moro beato.
Morte che nel morire
M’empie di gioia tutto e di desire.
Se nel morir altro dolor non sento,
Di mille morti il dì sarei contento.
La poesia, del marchese Alfonso d'Avalos, presenta quattro parti: i versi 1-3, dove viene impostata l’analogia fra il cigno e il poeta; i versi 4-6, dove, all’interno dell’analogia, vengono evidenziate le differenze; i versi 7-8, che colgono l’assurda condizione dell’amante; il distico finale, dove il poeta abbraccia contento questa sua condizione.